# ماکوم (ایلینوی)
ماکوم، ایلینوی (به انگلیسی: Macomb, Illinois) یک شهر در ایالات متحده آمریکا با جمعیت ۱۹٬۲۸۸ نفر است که در ایلی‌نوی واقع شده‌است.